# Procloeon rivulare
Procloeon rivulare är en dagsländeart som först beskrevs av Jay R. Traver 1935.  Procloeon rivulare ingår i släktet Procloeon och familjen ådagsländor. Inga underarter finns listade i Catalogue of Life.